# Shahpur
Pel principat de Shahpur al Kathiawar, vegeu Principat de Shahpur.
Shahpur (urdú شاه پور) és una ciutat al Pakistan, a la província del Panjab (Pakistan), districte de Sargodha, que fou capital del districte de Shahpur (1849-1914); actualment és capital d'un tahsil. Està situada a la riba esquerra del riu Jhelum i el seu nom antic fou Rampur, agafant l'actual nom del santó sufita Shah Shams Sherazi que s'hi va establir procedent de Delhi amb una colònia de Sayyids. Està situada a 32° 18′ N, 72° 27′ E / 32.300°N,72.450°E. Al cens del 1901 constava amb una població de 9.386 habitants. La municipalitat fou creada el 1867. La població actual s'estima prop dels 70.000 habitants.

## Nota
1. ↑  [enllaç sense format] http://www.world66.com/asia/southasia/pakistan/shahpur_city Arxivat 2010-02-21 a Wayback Machine.